# Reykjanes
Reykjanes lub Reykjanesskagi – półwysep i system wulkaniczny położony na południowo-zachodnim końcu Islandii, w pobliżu stolicy Reykjavíku.
W okolicy półwyspu występuje silne nagromadzenie aktywnych wulkanów, które poprzez napływającą lawę użyźniają jego powierzchnię.
19 marca 2021 roku rozpoczęła się pierwsza po blisko 800 latach erupcja szczelinowa na półwyspie. Doszło do niej w masywie Fagradalsfjall, wchodzącym w skład systemu wulkanicznego Krýsuvík-Trölladyngja. Trwała ona do 18 września 2021. Kolejne erupcje na półwyspie w tej samej okolicy miały miejsce w sierpniu 2022 oraz w lipcu-sierpniu 2023. Erupcje te mogą wskazywać na nowy okres aktywności w tym systemie wulkanicznym.
Istnieją tutaj liczne gorące źródła wody i siarki. Najwięcej z nich zlokalizowanych jest na południowej połowie półwyspu, gdzie są geotermiczne obszary wokół jezior Kleifarvatn i Krýsuvík.
Dzięki występowaniu zasobów naturalnych pokładów ciepła w okolicy zbudowano elektrownie geotermalne m.in. w Svartsengi. W pobliżu elektrowni jest basen, który został zasilony przy użyciu gorącej zmineralizowanej wody z elektrowni, obiekt ten znany jest jako „Błękitna Laguna” (Bláa Lónið).